# Декларация о независимости Республики Молдова
Декларация о независимости Республики Молдова (рум. Declarația de independență a Republicii Moldova) или Декларация независимости Молдавии — документ, утверждённый 27 августа 1991 года Верховным Советом Молдавской ССР в законе № 691 «О декларации о независимости» и объявляющий о выходе Молдавии из состава СССР после провала Августовского путча ГКЧП.

## Содержание

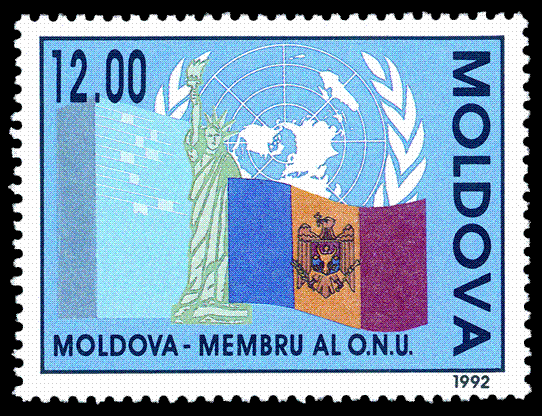
Почтовая марка к годовщине Декларации независимости (1992 год)

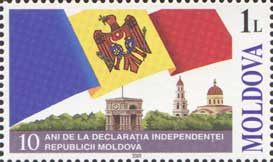
Почтовая марка к 10-летию Декларации независимости (2001 год)

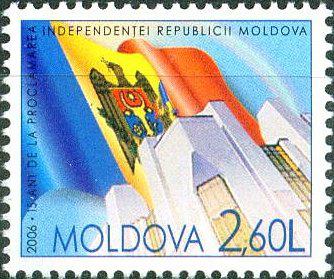
Почтовая марка к 15-летию Декларации независимости (2006 год)

Парламент Молдавии провозглашал в этой декларации независимость Молдавии, принимая во внимание тысячелетнее прошлое молдавского народа и его непрерывную государственность (начиная со времён Молдавского княжества), а также подчёркивая полное право на подобный шаг.
Декларация объявляла недействительными решения Кючук-Кайнарджийского (1775) и Бухарестского мирных договоров (1812) между Россией и Турцией, обвиняя обе стороны в расчленении национальной территории; недействительными также были объявлены закон СССР от 2 августа 1940 «Об образовании союзной Молдавской ССР» и Пакт Молотова — Риббентропа от 23 августа 1939 года, поскольку они были приняты без учёта мнения населения Бессарабии, Буковины и области Герца.
Декларация независимости ссылалась на декларацию о суверенитете Республики Молдова от 23 июня 1990 года и ряд заключительных документов Великих Национальных Собраний в Кишинёве, принятых в 1989—1991 годах, а также признавала полное право населения республики на бойкот референдума о сохранении СССР от 17 марта 1991 года. Эти документы составляли основу для признания суверенитета и государственности Молдавии. На основе Хартии ООН, в которой говорилось о равноправии народов и их праве на самоопределении, а также Хельсинкского заключительного акта Парламент Молдавии официально провозгласил Молдавию как суверенное, независимое и демократическое государство. Официальным языком страны в Декларации, со ссылкой на принятый 31 августа 1989 года закон о языке, назывался румынский язык на основе латинской графики.

## Официальные последствия
278 депутатов подписали этот документ в 1991 году, и 27 августа стало государственным праздником страны под названием День независимости Республики Молдова. Признание независимости Республики Молдова официально было отмечено 2 марта 1992 года, когда страна стала постоянным членом ООН.
Считалось, что 2009 году во время беспорядков в Кишинёве оригинальный документ сгорел, однако в 2010 году документ был найден.

## Споры и неточности
- Согласно Декларации независимости, суверенитет Молдавии распространялся и на Приднестровье, которое в русской версии называлось «Заднестровье», что вызвало возмущение приднестровских пророссийских властей. Независимость Приднестровья не предусматривалась молдавской декларацией. Однако власти ПМР утверждают, что Декларация, объявляя недействительным советско-германский пакт о ненападении, не признаёт не только законность Молдавской ССР, но и фактическую передачу Приднестровья в её состав, поскольку оно не входило в состав Румынии или Молдавии когда-либо[5]. Ассоциация юристов Нью-Йорка считает Декларацию непротиворечивой, поскольку ПМР не обладает всеми признаками государственности, чтобы добиваться независимости[6].
- Декларация независимости указывает румынский язык на основе латинской графики как официальный язык государства, однако в Конституции Молдавии указано, что государственным языком Молдавии является молдавский язык, функционирующий на основе латинской графики. Это привело к серии споров между сторонниками объединения Румынии и Молдавии, стремившимися признать румынский язык государственным в стране, и сторонниками самостоятельной молдавской идентичности. В 2013 году Конституционный суд, по просьбе ряда депутатов парламента, дал толкование Конституции в постановлении № 36 от 05.12.2013, где отмечается, что Декларация о независимости превалирует над текстом Конституции, тем самым дав официальный статус названию «румынский язык»[7][8][9]. Это решение вызвало критику со стороны ряда молдавских учёных, политиков, юристов, писателей, общественных деятелей[10][11][12][13][14].